# Saint-Pierre-de-Chartreuse
Saint-Pierre-de-Chartreuse – miejscowość i gmina we Francji, w regionie Owernia-Rodan-Alpy, w departamencie Isère.
Według danych na rok 1990 gminę zamieszkiwało 650 osób, a gęstość zaludnienia wynosiła 8 osób/km² (wśród 2880 gmin regionu Rodan-Alpy Saint-Pierre-de-Chartreuse plasuje się na 1022. miejscu pod względem liczby ludności, natomiast pod względem powierzchni na miejscu 24.).
W gminie Saint-Pierre-de-Chartreuse znajduje się macierzysty klasztor zakonu kartuzów – La Grande Chartreuse, założony w roku 1084 przez Bruna z Kolonii.